# Fairtrade-by
Fairtrade-by er en status, der kan tildeles en by af en anerkendt Fair trade organisation. Begrebet kan udvides til også at omfatte universiteter og gymnasier.

## Historie
Kampagnen startede i 2001 i den britiske by Garstang på initiativ af Bruce Crowther, en lokal Oxfam-tilhænger, i samarbejde med "Garstang Oxfam Group".

## Udbredelse
I 2008 blev Wales det første Fairtrade land i verden.
I dag (oktober 2010) er der 852 Faitrade byer over hele verden, dog primært i Europa. I Danmark er 5 kommuner : Frederiksberg, Haderslev, Aarhus, Roskilde og København. Derudover er Bornholm godkendt som fairtrade-ø .

## Kriterier
For at opnå status som Fairtrade by skal følgende kriterier være opfyldt
1. Kommunen skal tage en politisk beslutning om, at der bliver serveret Fairtrade-mærket kaffe, -te og -sukker på rådhuset. 10% af kommunens samlede kaffeindkøb skal være Fairtrade-mærket.
2. Kommunen skal nedsætte en styregruppe, der sikrer arbejdet omkring Fairtrade By.
3. Fairtrade-mærkede produkter skal være tilgængelige i butikker, på caféer og restauranter.
4. Kommunen skal arbejde for, at Fairtrade-mærkede produkter skal bruges på et vist antal offentlige og private arbejdspladser.
5. Kommunen skal have en aktiv informationsindsats om fairtrade over for borgere og erhvervsliv.